# Soevorovo
Soevorovo (Bulgaars: Суворово) is een stad en een gemeente in de Bulgaarse oblast Varna. De stad is gelegen in het zuidwestelijke deel van het Dobroedzja-plateau, 34 kilometer ten noordwesten van de provinciale hoofdstad Varna, 56 kilometer ten zuidwesten van Dobritsj en 59 kilometer ten oosten van Sjoemen. De stad heette begin twitnigste eeuw Kozloedzja (Козлуджа) en tot 1934 heette het Novgradets (Новградец).

## Geografie
De gemeente Soevorovo is gelegen in het noordelijke deel van de oblast Varna. Met een oppervlakte van 215,877 km2 is het een van de kleinere gemeenten van de oblast en omvat het 5,64% van het grondgebied van de oblast. De grenzen zijn als volgt:
- in het oosten - gemeente Aksakovo;
- in het zuiden - gemeente Devnja;
- in het zuidwesten - gemeente Vetrino; en
- in het noorden - gemeente Valtsjidol.

## Bevolking
Op 31 december 2020 telde de stad Soevorovo 4.502 inwoners, terwijl de gemeente Soevorovo, waarbij ook de omliggende acht dorpen bij worden opgeteld, 7.804 inwoners had.

### Religie
Een meerderheid van de bevolking van de gemeente Soevorovo identificeerde zichzelf in de volkstelling van 2011 als christenen. Bij de telling van 2011 identificeerde 59,7% van de ondervraagden zich als aanhanger van de Bulgaars-Orthodoxe Kerk. De moslims vormden de grootste minderheid met 17,9% van de bevolking. De rest van de ondervraagden had geen religie of was aanhanger van een ander geloof.
| Religieuze samenstelling in februari 2011 | Religieuze samenstelling in februari 2011 | Religieuze samenstelling in februari 2011 | Religieuze samenstelling in februari 2011 | Religieuze samenstelling in februari 2011 |
| ----------------------------------------- | ----------------------------------------- | ----------------------------------------- | ----------------------------------------- | ----------------------------------------- |
|                                           |                                           |                                           |                                           |                                           |
| Bulgaars-Orthodoxe Kerk                   | Bulgaars-Orthodoxe Kerk                   |                                           | 59,66%                                    | 59,66%                                    |
| Katholieke Kerk                           | Katholieke Kerk                           |                                           | 0,33%                                     | 0,33%                                     |
| Protestantisme                            | Protestantisme                            |                                           | 0,79%                                     | 0,79%                                     |
| Islam                                     | Islam                                     |                                           | 17,94%                                    | 17,94%                                    |
| Geen                                      | Geen                                      |                                           | 5,33%                                     | 5,33%                                     |
| Anders/ Onbekend                          | Anders/ Onbekend                          |                                           | 15,95%                                    | 15,95%                                    |

## Kernen
De gemeente Soevorovo omvat naast de stad Soevorovo ook de onderstaande acht dorpen:
| Plaats     | Cyrillisch | Bevolking (2020) |
| ---------- | ---------- | ---------------- |
| Banovo     | Баново     | 240              |
| Drandar    | Дръндар    | 140              |
| Izgrev     | Изгрев     | 306              |
| Kalimantsi | Калиманци  | 469              |
| Levski     | Левски     | 243              |
| Nikolaevka | Николаевка | 489              |
| Prosechen  | Просечен   | 36               |
| Soevorovo  | Суворово   | 4 502            |
| Tsjernevo  | Чернево    | 1 379            |
| Totaal     |            | 7 804            |

Aksakovo · Avren · Beloslav · Bjala · Dalgopol · Devnja · Dolni Tsjiflik · Provadia · Soevorovo · Valtsji Dol · Varna · Vetrino